# 1000nen, Zutto Soba ni Ite...
«1000nen, Zutto Soba ni Ite...» (яп. 1000年、ずっとそばにいて..., Sennen, Zutto Soba ni Ite..., For 1000 Years, Always Be By My Side...) — шостий японський сингл південнокорейського бой-бенду SHINee. Він був випущений 12 грудня 2012 року.

## Передумови і випуск
Балада «1000nen, Zutto Soba ni Ite…» вийшла 12 грудня 2012 року. Бі-сайд «Kimi ga Iru Sekai» це ще одна балада з фортепіано та перкусією. До синглу додається бонусний DVD, 28-сторінкова книга з фотографіями та текстами пісні та колекційна картка. Вихід кліпу відбувся 26 листопада 2012 року.

## Список композицій
| Лімітоване видання та стандартне видання тільки на CD: | Лімітоване видання та стандартне видання тільки на CD:         | Лімітоване видання та стандартне видання тільки на CD: | Лімітоване видання та стандартне видання тільки на CD: | Лімітоване видання та стандартне видання тільки на CD: |
| #                                                      | Назва                                                          | Автор слів                                             | Автор музики                                           | Тривалість                                             |
| ------------------------------------------------------ | -------------------------------------------------------------- | ------------------------------------------------------ | ------------------------------------------------------ | ------------------------------------------------------ |
| 1.                                                     | «1000nen, Zutto Soba ni Ite...»                                | Junji Ishiwatari                                       | Steven Lee, The Goldfingerz, Jimmy Richard             | 4:16                                                   |
| 2.                                                     | «Kimi ga Iru Sekai» (君がいる世界 «The World Where You Exist») | H.u.b                                                  | Dapo Torimiro, Jamie Houston                           | 3:22                                                   |
| 7:39                                                   |                                                                |                                                        |                                                        |                                                        |

| Стандартне видання CD: | Стандартне видання CD:                         | Стандартне видання CD: |
| #                      | Назва                                          | Тривалість             |
| ---------------------- | ---------------------------------------------- | ---------------------- |
| 3.                     | «1000nen, Zutto Soba ni Ite... (Instrumental)» | 4:16                   |
| 4.                     | «Kimi ga Iru Sekai (Instrumental)»             | 3:22                   |

| DVD (Лімітоване видання) | DVD (Лімітоване видання)                                            | DVD (Лімітоване видання) |
| #                        | Назва                                                               | Тривалість               |
| ------------------------ | ------------------------------------------------------------------- | ------------------------ |
| 1.                       | «1000nen, Zutto Soba ni Ite... Music Video» (Complete Ver.)         |                          |
| 2.                       | «1000nen, Zutto Soba ni Ite... Music Video» (Directors Cut Ver.)    |                          |
| 3.                       | «1000nen, Zutto Soba ni Ite...Jacket & Music Video Shooting Sketch» |                          |

## Чарти

### Oricon
| Реліз          | Чарт Oricon           | Найвища позиція | Дебютні продажі | Загальні продажі |
| -------------- | --------------------- | --------------- | --------------- | ---------------- |
| 12 грудня 2012 | Daily Singles Chart   | 2               | 22,954          | 45,353+          |
| 12 грудня 2012 | Weekly Singles Chart  | 3               | 40,017          | 45,353+          |
| 12 грудня 2012 | Monthly Singles Chart | 10              | 45,353          | 45,353+          |

### Інші чарти
| Країна | Чарт                                       | Найвища позиція |
| ------ | ------------------------------------------ | --------------- |
| Японія | Billboard Japan Adult Contemporary Airplay | 42              |
| Японія | Billboard Japan Hot Top Airplay            | 6               |
| Японія | Billboard Japan Hot Singles Sales          | 3               |
| Японія | Billboard Japan Hot 100                    | 3               |
| Taiwan | G-Music Asia Chart                         | 1               |
| Taiwan | G-Music Combo Chart                        | 12              |

## Історія випуску
| Країна         | Дата           | Формат                   | Лейбл            |
| -------------- | -------------- | ------------------------ | ---------------- |
| Японія         | 12 грудня 2012 | CD, Цифрове завантаження | EMI Music Japan  |
| Південна Корея | 12 червня 2013 | Цифрове завантаження     | SM Entertainment |